# 新赫奥尔希伊夫卡 (敖德萨州)
47°46′44″N 29°59′29″E / 47.77889°N 29.99139°E
新赫奧爾希伊夫卡（烏克蘭語：Новогеоргіївка）是位於烏克蘭西南部的村莊，由敖德萨州波迪利斯克区的阿納尼伊夫市鎮負責管轄。該村始建於1876年，面積8.55平方公里，海拔高度141米，2001年人口1,037，人口密度每平方公里121.29人。